# Clash of the Titans (turnê)

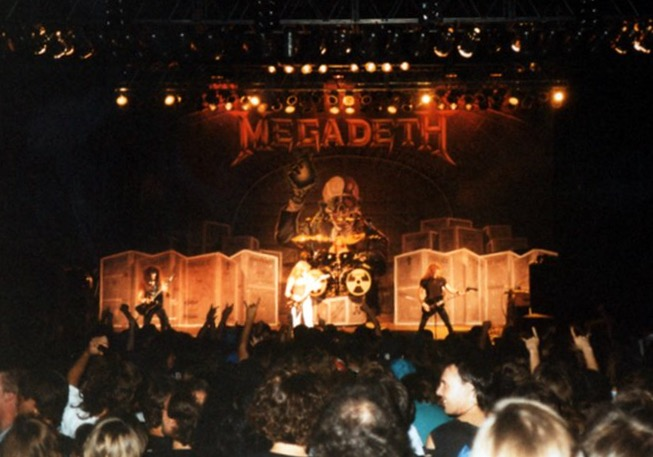
Megadeth no Sloss Furnace em Birmingham, Alabama, em 1991, em turnê com a banda local do Centro-Oeste, Anacrusis.

Clash of the Titans foi uma turnê voltada ao metal, principalmente ao Thrash Metal, começou em 1990 com uma turnê européia com o Megadeth, Slayer, Suicidal Tendencies e Testament. A segunda etapa, em 1991, nos Estados Unidos e no Canadá com uma formação um pouco diferente; desta vez com os headliners Megadeth, Slayer e Anthrax e o apoio do Alice in Chains abrindo os shows.
Essa turnê marca o fim da soberania do Thrash Metal sobre o mainstream, o Grunge veio e tomou todo o espaço do metal, as únicas vertentes do metal no Grunge são bandas como o Alice in Chains e Soundgarden, as quais assim como Nirvana e Pearl Jam, dominaram a mídia no mundo da música dos anos 90.